# Lepthyphantes tamara
Lepthyphantes tamara är en spindelart som beskrevs av Chamberlin och Ivie 1943. Lepthyphantes tamara ingår i släktet Lepthyphantes och familjen täckvävarspindlar. Inga underarter finns listade i Catalogue of Life.